# Günter Hermann
Günter Hermann (5 de dezembro de 1960) é um ex-futebolista alemão que conquistou a Copa do Mundo FIFA de 1990 pela seleção de seu país.